# Sejm nadzwyczajny 1655
Sejm nadzwyczajny 1655 – I Rzeczypospolitej, został zwołany 3 kwietnia 1655 roku do Warszawy.
Sejmiki przedsejmowe w województwach odbyły się 28 kwietnia 1655 roku.  
Marszałkiem sejmu obrano Jana Kazimierza Umiastowskiego, sędziego ziemskiego brzekolitewskiego. Obrady sejmu trwały od 19 maja do 20 czerwca 1655 roku.
Sejm zajmował się problemem obrony państwa, zabezpieczeniu Wielkopolski, ale także Podola. Uchwalono pospolite ruszenie, zreformowano piechotę łanowa i artylerię. Umocniono twierdze w Poznaniu, Lwowie i Kamieńcu. Nakazano egzekucje zaległych podatków, jak też uchwalono nowe podatki. Było to związane z zagrożeniem ze strony Szwecji.